# シカッQ
『シカッQ』（シカッキュウ）は、株式会社アグニ・フレアが開発・運営するスマートホン向けのパズルゲームアプリである。2020年7月7日サービスが開始された本作は、環境保護を題材としており、地球温暖化に苦しむ世界各地を巡る内容となっている。

## ゲーム内容

### システム
本作はテトッQと呼ばれるパズルピースを盤面に置くことにより四角形を生成し、盤面にある穴（オゾンホール）を消していくというシステムとなっている。
テトッQは繋げて大きくすることでコンボ（リンQ）となり、より多くのポイントや強力な効果を生み出すことができる。オゾン化を繰り返すことによってQゲージが溜まっていき、満タンにすると「Qキョクワザ」を出すことができる。「Qキョクワザ」はオゾンホールや赤シカッQなどを瞬時・広範囲にオゾン化することができる。

### ゲームモード
以下の4つが存在する。
ソラレスQ
複数のシカッQを結合させてオゾンを作り、オゾンホールを埋めていく。
リクレスQ
陣取りモードであり、暴走して赤くなったシカッQを鎮めることを目的とする。
ボスレスQ
エリア終盤に存在するモードであり、複数のシカッQを結合させてオゾンを作り、ボスの周りを冷やすことを目的とする。
フロン君の逆襲
お邪魔キャラクターであるフロン君を退治するモード。

## 登場キャラクター
アオシカッQ
シカッQ島に住んでいるオゾンの妖精。オゾンホールを埋めることができる。いつもひんやり冷たくてやさしいが、「赤く染める」、「悪い光を浴びる」、「怒らせる」、「熱くする」の「4大禁止事項」のうち1つでも破ると、凶暴なアカシカッQになって暴走する。
Qセイシュ
声 - 井澤詩織
選ばれしアオシカッQ。地殻変動で熱くなった惑星「チカク」を救うために立ち上がる。
アカシカッQ
アオシカッQが赤くなってしまった姿。我を忘れて暴走している。
フロンくん
アオシカッQを攻撃する敵キャラクター。ブレスを吐いたり、噛みついたりして攻撃してくる。
ハロンくん
アオシカッQを邪魔する敵キャラクター。オゾンを食べてオゾンホールを発生させる。
チュウカンQ
アオシカッQがアカシカッQ（逆の場合もあり）に変化する途中の姿。
チビQ
アオシカッQが砕け散った姿。
謎のカバ
シカッQ島に墜落したカバ。落下の衝撃で島の町は壊滅するが、カバには町を修復する力が備わっており、シカッQたちに助けを求める。カバの力はチカクのオゾンホールや気候変動によって失われており、その力を復活させるためにQセイシュが旅立ちを決意する。

## 派生作品
シカッQチャレンジ
『シカッQ』のパズル部分を先行して体験できるアプリ。2018年12月21日に先行配信。

## 漫画
みずしな孝之のかくかくシカッQ
漫画：みずしな孝之、原作：アグニ・フレア。
シカッQ公式TwitterとシカッQ公式サイト「みずしな孝之のかくかくシカッQ」に掲載。
みずしなに似ているオリジナルキャラクター「しなっQ」が、シカッQたちと共にチカクを救う4コマ漫画。

## コラボレーション
あおぎり高校ゲーム部
VTuber・あおぎり高校ゲーム部の動画内に登場するシカッQの数を数えて答えると、正解者に壁紙がプレゼントされるキャンペーンが行われた。東京ゲームショウ2019のアグニ・フレアブースでも、あおぎり高校ゲーム部の特別動画が放映された。
立教大学グローバル・リーダーシップ・プログラム（GLP）
アグニ・フレアとGLPが、『シカッQ』を使用して将来的にSDGsへの取り組みになるように考える挑戦を協働で開始。2019年9月 - 2020年1月の秋学期期間に、授業実施協力を行った。

## TGS出展
東京ゲームショウ2019
Q大ニュースと題して、みずしな孝之による漫画化、あおぎり高校ゲーム部とのコラボ、シカッQ役声優発表、シカッQチャレンジQキョクハイスコアキャンペーン開催、公式Twitter担当VTuberの「いんふぉQん」爆誕、QキョクシカッQコミック創刊、でっかいシカッQのステージ出演、シカッQTシャツ発売、TGS2019シカッQPV公開、以上9つのニュースが発表された。
QキョクシカッQコミックは2019年9月9日に創刊され、東京ゲームショウ2019のアグニ・フレアブースで配布された。みずしな孝之の描く4コマ漫画、主人公の声を担当した井澤詩織のインタビュー、あおぎり高校ゲーム部のコラボページなどを掲載。
東京ゲームショウ2023
ダンス＆歌唱ステージイベント「サンキュー!レスキュー!『シカッQ』! “Qキョク”ライブステージ2023!」を開催。岩男潤子（声優・歌手）、ハセガワダイスケ（歌手）によるシカッQイメージソング、いとうまゆ（元おかあさんといっしょダンスのおねえさん）、PONCHAN（ミュージシャン）によるシカッQダンスが披露された。